# Paulo Cochrane Suplicy
Paulo Cochrane Suplicy (Santos, 18 de agosto de 1896 — 28 de janeiro de 1977) foi um empresário brasileiro, importante corretor de café da primeira metade do século XX.
Teve nove filhos com Filomena Matarazzo, entre eles o ex-senador Eduardo Suplicy. Era avô dos cantores Supla e João Suplicy e do advogado André Suplicy.